# العربي بلخير
العربي بلخير (1 يناير 1938 في القصبة  
28 يناير 2010 في الجزائر العاصمة) كان عسكرياً برتبة لواء، وسفيرا للجزائر في المملكة المغربية.

## سيرة
ولد بلخير في فرندة في ولاية الجزائر العاصمة في وسط الجزائر، تخرج مع الدفعة المعروفة بالضباط الملتحقين بالثورة الجزائرية في أواخر سنواتها فارا من الجيش الفرنسي الذي تلقى فيه تكوينه العسكري
والتي يحوم حولها جدل كبير، بين مدافع يذكرها بالوفاء للثورة، وبين مهاجم ينعتها بيد الجنرال الفرنسي شارل ديغول التي غرسها في جسد الثورة التحريرية، من أجل الإبقاء على عامل التبعية، وتنفيذ المخططات التي عجزت عنها فرنسا الاستعمارية بأياد جزائرية.
بعد استقلال الجزائر عام 1962 تولى بلخير منصب رئيس قيادة الأركان في ورقلة وفي الناحية العسكرية الثانية قبل تعيينه سنة 1975 قائدا للمدرسة الوطنية للمهندسين والتقنيين، كما شغل أيضا منصب الأمين الدائم للمجلس الأعلى للأمن برتبة مستشار برئاسة الجمهورية بين عامي 1980 و1982. ثم مدير ديوان الرئيس الأسبق الشاذلي بن جديد بين 1986 و1989 ثم أمينا عاما لرئاسة الجمهورية. أصبح وزير الداخلية والجماعات المحلية سنة 1991، ثم مدير ديوان عبد العزيز بوتفليقة سنة 2000 قبل تعيينه سفيرا في
المغرب سنة 2005 إلى غاية وفاته يوم 28 يناير 2010.

## وفاته
توفي بلخير في 28 يناير 2010 في الجزائر العاصمة عن عمر 72 عاما، ودُفن في مقبرة العالية في العاصمة.